# Menceyato de Daute

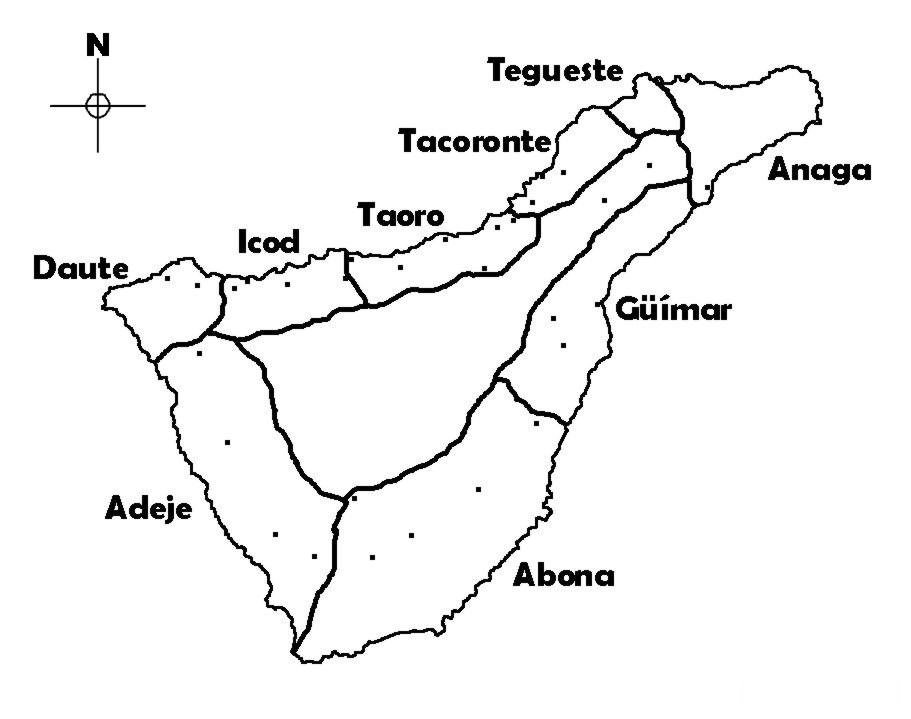
Menceyatos de Tenerife

Le Menceyato de Daute était l'une des neuf collectivités territoriales des Guanches de l'île de Tenerife, aux îles Canaries, au moment de la conquête par la Couronne de Castille au XVe siècle.
Ce royaume guanche était situé à l'ouest de l'île et occupait les communes de El Tanque, Los Silos, Buenavista del Norte e Santiago del Teide.
Ses mencey bien connus (rois guanches) furent Cocanaymo  et Romen.

## Note
1. ↑  Conquista y antiguedades de las islas de la Gran Canaria y su descripción, con muchas advertencias de sus privilegios, conquistadores, pobladores, y otras particularidades en la muy poderosa isla de Tenerife  (Trad.Spa :"La conquista e i reperti delle isole Gran Canaria con la loro descrizione, sui privilegi, i conquistatori, i coloni, e altre caratteristiche della potente isola di Tenerife")